# كلوستريديوم دراكي
كلوستريديوم دراكي هي بتكيريا لاهوائية بشكل تام من جنس كلوستريديوم عزلت من منجم فخم في ألمانيا. سميت نسبة إلى هارولد L. دراك.